# Icons of Evil
Icons of Evil – szósty album amerykańskiej grupy deathmetalowej Vital Remains. Wydany został 24 kwietnia, 2007 przez Century Media Records. Sampel z utworu „Where is Your God Now” został zaczerpnięty z filmu Mela Gibsona Pasja.
Jest również alternatywna wersja okładki, która przedstawia tylko twarz Jezusa w agonii.

## Lista utworów
Opracowano na podstawie materiału źródłowego.
1. „Where is Your God Now” (koncepcja Lazaro, realizacja Chris Lapke) – 1:54
2. „Icons of Evil” (muz. Lazaro, sł. Suzuki) – 7:35
3. „Scorned” (muz. Lazaro, sł. Suzuki) – 8:42
4. „Born to Rape the World” (muz. Lazaro, sł. Suzuki)- 8:11
5. „Reborn... the Upheaval of Nihility” (muz. Lazaro, sł. Suzuki) – 7:43
6. „Hammer Down the Nails” (muz. Lazaro, sł. Suzuki) – 6:12
7. „Shrapnel Embedded Flesh” (muz. Lazaro, sł. Suzuki) – 6:48
8. „'Til Death” (muz. Lazaro, sł. Suzuki) – 9:14
9. „In Infamy” (muz. Lazaro, sł. Suzuki) – 6:17
10. „Disciples of Hell” (Yngwie Malmsteen cover) – 4:54

## Twórcy
Opracowano na podstawie materiału źródłowego.
| - Glen Benton – wokal - Tony Lazaro – gitara rytmiczna, gitara basowa - Dave Suzuki – perkusja, gitara prowadząca - Kris Verwimp – oprawa graficzna | - Shawn Ohtani, Brian Elliott – inżynieria dźwięku - Alan Douches – mastering - Erik Rutan – inżynieria dźwięku, produkcja muzyczna |